# 3758 Karttunen
3758 Karttunen је астероид главног астероидног појаса са средњом удаљеношћу од Сунца која износи 2,629 астрономских јединица (АЈ).
Апсолутна магнитуда астероида је 12,7.